# Odontomyia subdentata
Odontomyia subdentata är en tvåvingeart som beskrevs av Macquart 1850. Odontomyia subdentata ingår i släktet Odontomyia och familjen vapenflugor. Inga underarter finns listade i Catalogue of Life.